# Sara Ricciardi
Sara Ricciardi (Capo d'Orlando, 28 settembre 1996) è una ginnasta italiana.
Ha rappresentato l'Italia ai Campionati del mondo di Doha nel 2018.
Nel 2023, con grandi meriti, si laurea in scienze motorie con una tesi su se stessa.
Fa parte della nazionale di ginnastica artistica femminile dell'Italia ed è comparsa nelle prime due stagioni del docu-reality Ginnaste - Vite parallele.

## Carriera sportiva
Nel 2008 si trasferisce a Milano, per allenarsi al Centro Tecnico Federale con Paolo Bucci e Tiziana Di Pilato e si allena insieme a Carlotta Ferlito, Elisabetta Preziosa, Jessica Hélène Mattoni, Eleonora Rando, Alessia Scantamburlo, Giulia Leni, Emily Armi, Serena Licchetta e Francesca Deagostini.

### 2011: Trofeo Città di Jesolo, Assoluti di Meda
Partecipa alla IV edizione del Trofeo Città di Jesolo ha vinto la medaglia di bronzo juniores, in squadra con Elisa Meneghini, Erika Fasana, Francesca Deagostini, Greta Carnessali, Alessia Leolini, e Alessia Scantamburlo.
Viene poi convocata per i campionati Italiani assoluti di Meda, dove si classifica in quattordicesima posizione all-around a causa di alcune imprecisioni alle parallele. Si qualifica poi per le finali a volteggio e trave. Il giorno successivo al volteggio si ferma in quarta posizione dietro a Francesca Benolli, Carlotta Ferlito e Arianna Rocca. A causa di alcune imprecisioni, si ferma in quinta posizione nella finale alla trave con 12,450 punti.
A novembre partecipa al Trofeo Trincaria a Capo D'Orlando sua città natale, contro Finlandia, Germania e Romania, con le compagne Erika Fasana, Francesca Deagostini, Lara Mori, Laura Guatelli ed Enus Mariani, la squadra italiana vince l'oro.
A dicembre partecipa poi al campionato di categoria nella categoria juniores 2ª fascia, dove vince la medaglia d'argento all-around dietro all'atleta Elisa Meneghini.

### 2012: Trofeo Città di Jesolo, Anemia, trasferimento
Nel 2012, al V Trofeo Città di Jesolo, con la squadra nazionale senior, che oltre a lei comprende Carlotta Ferlito, Vanessa Ferrari, Francesca Deagostini, Giorgia Campana e Giulia Leni, vince la medaglia d'argento.
Dopo delle approfondite analisi la Ricciardi scopre di soffrire di anemia mediterranea, per curarsi è costretta a dire addio al sogno di partecipare alle olimpiadi di Londra 2012, successivamente viene invitata ad allenarsi con Michela Francia alla Corpo Libero Gymnastics Team di Padova, con la sua vecchia compagna di allenamenti Alessia Scantamburlo, la Ricciardi accetta e si trasferisce a Padova.

### 2013: Campionati di Categoria.
Ritorna alle competizioni a novembre 2013 partecipa ai campionati italiani di categoria Biella, dove vince la medaglia di bronzo all-around dietro a Martine Buro e Alessia Praz.

### 2014: Serie A2
Partecipa con la squadra della Corpo Libero Gymnastics Team alla Serie A2, nella seconda tappa a Torino, insieme alle compagne Alessia Scantamburlo, Virginia Zanini, Elisa Michelon, Clarissa Manzin ed Elisa Nascimben, aiuta la squadra a raggiungere la quarta posizione. Nella terza tappa a Desio Raggiunge il terzo gradino del podio.

### 2015: Serie A2
Partecipa nuovamente alla Serie A2, partecipa alla terza e alla quarta tappa. Durante la terza tappa a Firenze riesce a raggiungere il quarto posto con la squadra, nella quarta tappa a Rimini, ottiene un bronzo con la squadra.

### 2016: Serie A2, Campionati di Categoria
Ritorna poi alle competizioni nel 2016, dove vince con la sua squadra veneta l'argento nella seconda tappa di serie A2 e il bronzo nella terza tappa. Partecipa poi ai campionati italiani di categoria dove però termina la gara in ottava posizione, nelle finali di specialità vince poi il bronzo al corpo libero dietro ad Arianna Rocca e Clara Colombo.

### 2017: Serie A2, Campionati Italiani Gold, Assoluti di Perugia
Nel 2017 partecipa alla Serie A2 di ginnastica artistica dove vince il bronzo nelle prime due tappe a e l'argento nelle ultime due
Partecipa poi ai campionati Italiani Gold nella categoria senior 2, dove vince con 52,800 punti davanti a Nicole Terlenghi e Arianna Rocca. Partecipa poi alla finale di specialità, dove con 13,400 punti si classifica in quinta posizione, alle parallele vince l'oro davanti a Carlotta Necchi ed Elisa Michelon, alla trave ottiene la medaglia d'argento pari merito con Lavinia Marongiu e dietro a Nicole Terlenghi. Al corpo libero vince un altro oro con 13,600 punti davanti ad Arianna Rocca e Susanna Rota.
Viene poi convocata per un collegiale a Brescia, in vista del Flanders International Team Challenge con Caterina Cereghetti, Giada Grisetti, Martina Maggio, Francesca Noemi Linari ed Elisa Meneghini. Non viene poi selezionata per la competizione.
Viene poi convocata per i Campionati Assoluti di Perugia, dove si classifica settima nell'all-around con 52,350 punti (terza tra le senior), si qualifica poi per le finali a parallele e trave. Termina la prima finale in ottava posizione con 12,850 in ottava posizione. Alla seconda finale alla trave finisce il suo campionato assoluto in quarta posizione dietro a Sara Berardinelli, Martina Basile e Alice D'Amato.

### 2018: Serie A, Trofeo Città di Jesolo, Campionati Italiani Gold, Assoluti di Riccione, Amichevole di Russelsheim, Campionati Mondiali di Doha
Nel 2018 partecipa alla serie A1, a tutte e tre le tappe con la corpo libero gymnastic team, ottenendo buoni risultati.
Partecipa poi al trofeo città di Jesolo dove si qualifica venticinquesima nell'all-around e ottiene la finale al volteggio che termina in settima posizione.
Ai campionati italiani gold vince un bronzo nell'all-around con 51.050, dietro a Irene Lanza e Clara Colombo, vince poi l'argento al volteggio, il bronzo alle parallele e al corpo libero.
Ai Campionati Italiani assoluti del 2018 a Riccione vince la medaglia di bronzo all-around dietro a Giorgia Villa ed Elisa Iorio, si qualifica poi per tutte le finali di specialità, alle parallele termina la finale in sesta posizione, mentre nelle altre tre specialità (volteggio, trave e corpo libero vince il bronzo).
Grazie alle 4 medaglie vinte agli assoluti, alle sue ottime prestazione in tutti gli attrezzi, viene selezionata per il collegiale in preparazione agli europei, poco prima di partire si frattura in allenamento un alluce, facendo così sfumare un grande rientro in maglia azzurra.
Viene poi convocata per un incontro internazionale in Germania con Martina Basile, Caterina Cereghetti, Lara Mori, Irene Lanza e Martina Rizzelli, la squadra italiana vince la medaglia d'argento dietro alla Germania.
Viene convocata per i mondiali di Doha con Martina Basile, Martina Rizzelli, Lara Mori, Irene Lanza e Caterina Cereghetti, la squadra termina la gara in dodicesima posizione, individualmente ottiene 51,999 classificandosi come seconda riserva per la finale all-around.

### 2019: Serie A, Campionati Italiani Assoluti
Nel 2019 partecipa alla Serie A, in tutte e tre le tappe (Busto Arsizio, Ancona e Firenze), ottiene ottimi risultati.
Viene poi convocata per i campionati Italiani assoluti a Meda dove con 51,350 punti si classifica nona nel concorso generale individuale e si qualifica per la finale al volteggio che termina con una medaglia d'argento dietro ad Asia D'Amato e davanti a Irene Lanza.
A giugno partecipa ai campionati italiani Gold nella Categoria senior 2 dove vince la medaglia d'oro davanti a Clara Colombo e a Caterina Vitale.

### 2020: Serie A1
Nel 2020 partecipa alla serie A1 dove ottiene buoni risultati, nella prima tappa a Firenze è ottava individuale ed undicesima con la squadra, nella seconda tappa A è sesta all-around e nona con il suo team .
È costretta poi a fermare i propri allenamenti come tutte le altre atlete a causa del coronavirus.